# Тряпицын, Владимир Александрович
Влади́мир Алекса́ндрович Тряпи́цын (род. 26 июля 1928, Ленинград — 17 июля 2023, Москва) — советский и российский энтомолог, профессор энтомологии, член Совета и Президиума Всесоюзного энтомологического общества, главный научный сотрудник Зоологического института, один из ведущих специалистов мира в области систематики паразитических перепончатокрылых насекомых (Hymenoptera: Chalcidoidea: Encyrtidae) и биологической борьбы с вредителями сельскохозяйственных культур и леса. Автор свыше 350 научных публикаций и книг. 

## Биография
В 1947 году В. А. Тряпицын окончил среднюю школу подмосковного города Электросталь с золотой медалью.
В 1947—1950 годах был студентом Плодоовощного факультета Московской Сельскохозяйственной Академии им. К. А. Тимирязева, откуда перешёл на факультет Защиты растений, ставший впоследствии отделением агрономического факультета.
В 1952 году окончил Академию с отличием.
В 1952—1955 годах учился в аспирантуре Зоологического института АН СССР в Ленинграде, где в 1955 году защитил диссертацию на учёную степень кандидата биологических наук на тему: «Энциртиды — паразиты ложнощитовок СССР».
В 1974 году защитил докторскую диссертацию на тему: «Морфо-биологическая характеристика энциртид (Hymenoptera, Chalcidoidea, Encyrtidae)».
В 1986 году избран главным научным сотрудником Зоологического Института.
Умер 17 июля 2023 года в Москве.

## Основные научные достижения
В течение почти 50 лет В. А. Тряпицын был членом Президиума Всесоюзного Энтомологического Общества и дважды его учёным секретарём. В 1978 году был избран на 15 лет членом Международной Комиссии по зоологической номенклатуре (Лондон), но на заседание комиссии московские власти разрешили ему прибыть только один раз (в Будапешт). В Зоологическом институте некоторое время исполнял обязанности учёного секретаря по международным связям.
Материалы для своих исследований В. А. Тряпицын собирал по всему СССР (кроме Сибири), а в тропиках — в джунглях Вьетнама и Мексики.
В 1995—2003 годах В. А. Тряпицын работал и жил в Мексике, в городе Сьюдад-Виктория как профессор Автономного Университета штата Тамаулипас, где читал лекции на испанском языке и руководил работами аспирантов и студентов.
С 1997 по 2005 год был членом Национальной системы исследователей Мексики и с 1998 по 2003 — действительным членом мексиканской Академии Наук. В США — членом международного общества гименоптерологов.
Насекомых Владимир Александрович изучал в музеях Москвы, Киева, Кишинёва, Еревана, Баку, Тбилиси, Ашхабада, Хельсинки, Берлина, Праги, Будапешта, Парижа, Лондона, Мадрида, Вашингтона, Риверсайда и Сан-Франциско.
В. А. Тряпицын исследует энциртид в объёме мировой фауны. В 1973 году он создал их классификацию.
После кончины Марии Николаевны Никольской он стал руководителем советской научной школы хальцидологов (с 1970 года)
В 1989 году В. А. Тряпицыным была опубликована монография «Наездники-энциртиды (Hymenoptera, Encirtidae) Палеарктики», которая содержит большую теоретическую часть и определитель (1079 видов).

## Животные, описанные В. А. Тряпицыным
К настоящему времени Владимиром Александровичем описано 35 новых родов хальцид и более 240 новых видов. Ниже приведены только некоторые крупные таксономические категории:
1. Триба Allocerellini Trjapitzin, 1973.
2. Подтриба Leptomastideina Trjapitzin, 1968[7].
3. Триба Chrysoplatycerini Trjapitzin, 1968[8].
4. Триба Acroaspidiini Trjapitzin, 1973.
5. Подтриба Oobiina Trjapitzin, 1973.
6. Триба Astymachini Trjapitzin, 1973.

## Животные, названные в честь В. А. Тряпицына
Среди видов, названных именем В. А. Тряпицына множество видов насекомых, в том числе роды:
- Trjapitzinellus Viggiani, 1967 (семейство Encyrtidae).
- Trjapitzinia Dzhanokmen, 1975 (семейство Pteromalidae).
- Trjapitzinichus Kostjukov, 2006 (семейство Eulophidae).

## Список публикаций
На данный момент В. А. Тряпицын является автором 370 научных работ.

### Основные работы
- Тряпицын В. А. 1957. О видах рода Encyrtus Latr. фауны СССР (Hymenoptera, Encyrtidae). Энтомологическое обозрение, 36 (3): 629—714.
- Trjapitzin V. A. 1965. Contribution to the knowledge of the Encyrtid fauna of the Komodo and Padar islands with a catalogue of Indonesian species (Hymenoptera, Encurtidae). Treubia (Bogor, Indonesia), 26 (4): 309—327.
- Тряпицын В. А., Шапиро В. А., Щепетильникова В. А. 1965. Паразиты и хищники вредителей сельскохозяйственных культур. Л., Изд-во «Колос». 152 с.
- Тряпицын В. А. 1968. Обзор фауны энциртид (Hymenoptera, Encyrtidae) Кавказа. Труды Всесоюзного Энтомологического Общества, 52: 43—125.
- Тряпицын В. А. 1973. Классификация паразитических перепончатокрылых семейства Encyrtidae (Hymenoptera, Chalcidoidea). Ч. I. Обзор систем классификаций. Подсемейство Tetracneminae Howard, 1892. Энтомологическое обозрение, 52 (1): 163—175.
- Тряпицын В. А. 1973. Классификация паразитических перепончатокрылых семейства Encyrtidae (Hymenoptera, Chalcidoidea). Ч. II. Подсемейство Encyrtinae Walker, 1837. Энтомологическое обозрение, 52 (1): 416—429.
- Тряпицын В. А., Горд Г. 1978. Обзор родов неарктических энциртид (Hymenoptera, Chalcidoidea, Encyrtidae). I. Энтомологическое Обозрение, 57 (2): 361—385.
- Тряпицын В. А., Горд Г. 1978. Обзор родов неарктических энциртид (Hymenoptera, Chalcidoidea, Encyrtidae). II. Энтомологическое Обозрение, 57 (3): 636—653.
- Тряпицын В. А. Надсем. Chalcidoidea. — Л. : Наука, 1978. Том. 3. Часть 2. — С. 28—538. (В надзаг.: Определитель насекомых Европ.части СССР).
- Тряпицын В. А. 1981. Возможности интродукции в СССР паразитических хальцид (Hymenoptera, Chalcidoidea) — естественных врагов вредителей сельскохозяйственных культур. Энтомологическое Обозрение, 60 (3): 484—493.
- Gordh G., Trjapitzin V.A. 1981. Taxonomic studies of the Encyrtidae with the descriptions of new species and a new genus. University of California Publications in Entomology, 93: 1—55.
- Тряпицын В. А., Шапиро В. А., Щепетильникова В. А. 1982. Паразиты и хищники вредителей сельскохозяйственных культур. 2 изд., переработанное и дополненное. Л., Изд-во «Колос». 256 с.
- Лобанов А. Л., Тряпицын В. А. 1985. Автоматизированная поисковая система для родов энциртид (Hymenoptera, Encyrtidae) мировой фауны на базе ЭВМ БЭСМ-6. Энтомологическое Обозрение, 64 (3): 649—659.
- Тряпицын В. А. 1989. Наездники-энциртиды (Hymenoptera, Encyrtidae) Палеарктики. Л., Изд-во «наука». 489 с.
- Тряпицын В. А., Сугоняев Е. С. 1989. Мария Николаевна Никольская (1896—1969) — основатель научной школы советских хальцидологов (с обзором достижений отечественной хальцидологии). Труды Зоологического Института АН СССР, 191: 3—30.
- Тряпицын В. А. 1989. Краткий очерк теории филогенетической систематики Вилли Хеннига. Труды Зоологического Института АН СССР, 206: 133—151.
- Тряпицын В. А., Медведев Г. С. 1993. Карл Эрнст фон Бэр (1792—1876) как энтомолог. Энтомологическое обозрение, 72 (3): 481—488.
- Тряпицын В. А. 1994. Обзор наездников-энциртид (Hymenoptera, Chalcidoidea, Encyrtidae) Ленинградской области. Энтомологическое Обозрение, 73 (1): 153—194.
- Trjapitzin V. A., Ruíz Cancino E. 1996 (1995). Annotated check-list of encyrtids (Hymenoptera: Chalcidoidae: Encyrtidae) of Mexico. Folia Entomologica Mexicana, 94: 7—32.
- Тряпицын В. А., Мярцева С. Н., Яснош В. А. 1996. Паразиты белокрылок (Homoptera, Aleyrodidae) фауны России и сопредельных стран. Энтомологическое обозрение, 75 (1): 139—167.
- Trjapitzin V. A., Ruíz Cancino E. 2000. Encírtidos (Hymenoptera: Encyrtidae) de importancia agrícola en México. Serie Publicaciones Científicas. CIDAFF-UAT (Cd. Victoria, México), 2: 1— 163.
- Trjapitzin V. A., Ruíz Cancino E. 2002. A review of encyrtidos (Hymenoptera: Chalcidoidea: Encyrtidae) of the world fauna with reduced number of funicle segments of antennae. Serie Publicaciones Científicas. CIDAFF-UAT (Cd. Victoria, México), 3: 1—175.
- Trjapitzin V. A., Bennett F. D., Ruíz Cancino E., Coronado Blanco J.Ma. 2004. Annotated list of encyrtids (Hymenoptera: Chalcidoidea: Encyrtidae) of Central America, the West Indies and Bermuda. Universidad Autónoma de Tamaulipas (Cd. Victoria, México). 205 p.
- Тряпицын В. А. 2006. Обзор наездников-энциртид рода Echthroplexiella Mercet, 1921 (Hymenoptera, Encyrtidae) мировой фауны с описанием нового вида из Мексики. Энтомологическое Обозрение, 85 (3): 662—675.
- Тряпицын В. А. 2008. Обзор наездников-энциртид (Hymenoptera: Chalcidoidae: Encyrtidae) Макаронезии. Энтомологическое Обозрение, 87 (1): 166—184.
- Trjapitzin V. A., Myartseva S. N., Ruíz Cancino E., Coronado Blanco J. Ma. 2008. Clave de géneros de Encyrtidae (HymenopteraL Chalcidoidea) de México y un catálogo de las especies: En: Serie avispas parasíticas de plagas y otros insectos. Editorial Planea, Universidad Autónoma de Tamaulipas (Cd. Victoria, México), 4. 266 p.
- Trjapitzin V. A., Ruíz Cancino E., Coronado Blanco J. Ma. 2008. Microterys nietneri (Motschulsky, 1859), parasitoide eficiente de Coccidae, especialmente en citricos. En: Serie avispas parasíticas de plagas y otros insectos. Editorial Planea, Universidad Autónoma de Tamaulipas (Cd. Victoria, México), 5. 116 p.
- Тряпицын В. А. 2009. Обзор видов рода Leptomastidea Mercet, 1916 (Hymenoptera, Encyrtidae) мировой фауны с описанием нового вида из Черногории и с выделением нового рода из Туркмении. Энтомологическое Обозрение, 88 (1): 164—176.
- Тряпицын В. А. 2010. Судьба энтомолога (воспоминания о Евгении Михайловиче Степанове). М., Товарищество научных изданий КМК. 92 с. ISBN 978-5-87317-655-7
- Тряпицын В. А. 2010. Обзор наездников-энциртид рода Anicetus Howard, 1896 (Hymeoptera, Chalcididea, Encyrtidae) Нового Света, Гавайских островов и Австралии с описанием новых видов из Мексики. Энтомологическое обозрение, 89 (2): 438—453.
- Тряпицын В.[А]. 2015. На земле предков. [1948 г.] Славянский родник (Москва): 90—101.
- Тряпицын В.[А]. 2015. Трактористы. [1949 г.] Славянский родник (Москва): 101—109.
- Тряпицын В.[А]. 2015. Эвакуация. (Из Подмосковья до границы с Афганистаном). Славянский родник (Москва): 100—120.
- Тряпицын В. А., Лелей А. С. 2016. Знаменитый энтомолог Всеволод Владимирович Гуссаковский (1904—1948) на Дальнем Востоке России. Чтения памяти Алексея Ивановича Куренцова (Владивосток), 27: 5—26.
- Тряпицын В. А. Обзор мировой фауны наездников-энциртид рода Prionomastix Mayr, 1876 (Hymenoptera, Encyrtidae), паразитоидов цикадок (Hemiptera, Membracoidea).Энтомологическое обозрение, 96 (3): 568—579.
- Тряпицын В. А. 2017. Обзор наездников-энциртид рода Mayrida Garsía Mercet, 1921 мировой фауны с описанием нового вида из Черногории и заметками о роде Comones Noyes et Woolley, 1994 (Hymenoptera, Encyrtidae). Энтомологическое Обозрение, 96 (4): 839—853.

### Дополнение (палеонтологические работы)
- Тряпицын В. А. 1963. Новый род перепончатокрылых из балтийского янтаря. Палеонтологический журнал, 3: 89—95.
- Trjapitzin V. A., Manukyan A. K. 1995. Electrocampe sugonjaevi gen. et sp. n., the first record of a fossil Tertiary tetracampid (Hymenoptera, Tetracampidae, Mongolocampinae). Amber & Fossils (Kaliningrad), 1 (1): 17—22, 45.
- Zuparko R. L., Trjapitzin V. A. 2014 (2013). Copidosoma archaeodominica (Hymenoptera: Encyrtidae), a new species from Dominican amber. Pan—Pacific Entomologist, 89 (4): 230—233.